# Gastrodia similis
Espèce
Gastrodia similis est une espèce végétale de la famille des orchidacées. Elle est endémique de  l'île de La Réunion, département d'outre-mer français dans le sud-ouest de l'océan Indien.